# Dionísio I de Constantinopla
Dionísio I de Constantinopla (em grego: Διονύσιος Α΄; m. 1492) foi patriarca ecumênico de Constantinopla duas vezes, entre 1466 e 1471 e entre 1488 e 1490. Ele é considerado santo pela Igreja Ortodoxa e sua festa é comemorada no dia 23 de novembro.

## História
Dionísio nasceu em Dimitsana, no Peloponeso. Ele se tornou monge e entrou para um mosteiro em Constantinopla, onde foi pupilo de Marcos, arcebispo de Éfeso, que o ordenou sacerdote. Durante a Queda de Constantinopla, em 1453, Dionísio foi aprisionado e escravizado pelos otomanos, mas foi comprado e libertado algum tempo depois em Adrianópolis por um arconte conhecido como Kyritzes (provavelmente Demétrio Apoucaucos, um dos dois secretários gregos do sultão Maomé II).
Depois de sua soltura, Dionísio rapidamente ganhou enorme reputação junto a Mara Branković, filha do déspota da Sérvia Durad Brankovic e uma das esposas do sultão Murade II, o pai de Maomé II. Apesar de ela ter permanecido cristã por toda a vida, Mara tinha grande influência sobre seu enteado. Apoiado por ela, Dionísio foi nomeado bispo metropolitano de Filipópolis pelo patriarca Genádio Escolário.
Na época de sua eleição ao trono patriarcal, disputavam o posto duas facções, uma liderada pelos arcontes leigos de Istambul, como o grande cartofílax Jorge Galesiota e o megas ekklesiarches (grande sacristão) Manuel Cristônimo, o futuro patriarca Máximo III, e a outra, pelos nobres do antigo Império de Trebizonda que haviam se mudado para Istambul depois da captura do império pelos otomanos em 1461. Os primeiros apoiavam o patriarca Marco II para o posto e os últimos, Simeão I.
Em 1466, Simeão conseguiu depor Marcos II e conseguiu o trono depois de subornar o governo otomano com 2 000 peças de ouro. O primeiro mandato de Simeão foi bastante breve, pois seu suborno, considerado um ato de simonia, irritou Mara Brankovic, que viajou até Istambul para reclamar com o sultão. Atendendo a seus pedidos e depois de uma outra doação de 2 000 peças de ouro, Simeão foi deposto e Dionísio, o candidato de Mara, foi nomeado patriarca. Esta sucessão de patriarcas é proposta por estudiosos como Kiminas, Runciman, Grumele o bispo Germano de Sardeis, ao passo que Laurent e Podskalsky sugerem que foi Marcos e não Simeão quem comprou o trono pela primeira vez e datam o mandato de Marcos antes do de Simeão. Contudo, há consenso de que Dionísio, que não estava envolvido com nenhuma das facções, tornou-se patriarca por causa da intervenção de Mara em seu favor.
A data da nomeação de Dionísio como patriarca foi provavelmente o final de 1466, pois em 15 de janeiro do ano seguinte ele assinou um ato pelo qual Santo Sínodo removeu todas as dignidades eclesiásticas de Jorge Galesiota e Manuel Cristônimo — eles rapidamente recuperaram sua influência e passaram a ser fortes adversários de Dionísio, que também teve que enfrentar os aliados de Simeão.
Dionísio reinou com a proteção de Mara até o final de 1471, quando seus adversários o acusaram de ter se convertido ao islã por um curto período no qual ele teria sido circuncidado. Um sínodo foi reunido por seus adversários para julgá-lo. Apesar de Dionísio ter revelado seu pênis para que os presentes pudessem verificar que ele não havia se circuncidado, ele foi deposto e substituído por Simeão I. Laurent sugere a existência de um segundo mandato, bastante breve, de Marcos II antes de Simeão.
Depois de sua deposição em 1471, Dionísio se retirou para o mosteiro de Eikosifinissa, em Drama. Em julho de 1488, ele foi novamente eleito patriarca com o apoio da opinião pública grega e reinou a partir de seu mosteiro. No final de 1490, Dionísio foi novamente deposto, desta vez por causa de reclamações do monges de Monte Atos. Dionísio morreu em 1492.